# Parafia Matki Bożej Fatimskiej w Brodnicy
Parafia Matki Bożej Fatimskiej w Brodnicy – parafia rzymskokatolicka w diecezji toruńskiej, w dekanacie Brodnica, z siedzibą w Brodnicy. Erygowana 8 września 1996. Jest trzecią, w kolejności powstania, parafią w mieście.
Pierwszym proboszczem został ks. kan. Gabriel Aronowski. Kościół parafialny pw. Matki Bożej Fatimskiej został poświęcony 14 października 2017 przez biskupa toruńskiego Andrzeja Suskiego.

## Zasięg parafii
Do parafii należą wierni z miejscowości: Brodnica (ulice: Akacjowa, Armii Krajowej, Chrobrego, Cisowa, Cypriana Kamila Norwida, Długa, Grażyny, Jodłowa, Kasztanowa, Kazimierza Wielkiego, Kombatantów, Kręta, Mieszka I, Modrzewiowa, Nowa, Piękna, Podgórna, Podmiejska, Poprzeczna, Reymonta, Rzeźnicka, Słoneczna, 18-stycznia (nr-y parzyste), Szarych Szeregów, Ustronie, Wąska, Wierzbowa, Wysoka i Żwirowa), Moczadła Wybudowanie, Podgórz, Przydatki i Tarnówko.